# 東京インターハイスクール
東京インタハイスクール(旧：アットマーク・インターハイスクール)は、東京都渋谷区渋谷にある通信制インターナショナル・スクール。
米国ワシントン州の私立スクール Alger Learning Center & Independence High Schoolと提携し、卒業証書はアメリカ・ワシントン州認定の資格となる。NALSAS(the National Association for the Legal Support of Alternative Schools)の認定を受けている。

## 概要
2000年に「インディペンダントラーニング」の理念のもと創立された。ホームスクールを日本に導入した初の高等学校。9年生（中学3年生の年齢）から12年生(高校3年生)までを対象にしているが、中学1年生や中学2年生を対象にしたジュニアコースも存在する。生徒一人一人に就く学習コーチが担任としてコーチングを用いて個別指導を行っている。クラスも毎日開催され、主に東京都近郊の生徒たちが希望に応じて通っている。生徒は国内外に在籍し、その国籍は多様。英語と日本語のどちらでも学習を行うことができる。
近年では、既存の教育制度に合わない生徒のほか、バレエやテニス、芸能、音楽分野におけるプロを目指す専門生や、海外留学希望生、海外からの帰国生など、多様なニーズを持つ生徒が多くを占める。国内大学の他、海外の大学へ進学する生徒も多い。

## 沿革
株式会社アットマーク・ラーニングが1999年に創設。初代学院長　柳沢富夫。恵比寿の駅前でキャンパスを開設。その後品川（御殿山）に移転、2010年株式会社アットマーク・ラーニング社から株式会社トラストコーチが分社したタイミングで渋谷に移転、東京インターハイスクールの運営、管理を引き継ぐ。株式会社アットマーク・ラーニング社が運営する、アットマーク国際高等学校、アットマーク明蓬館高等学校とは姉妹校関係。

## 姉妹校
- 内閣府認定特区学校高等学校　アットマーク明蓬館高等学校
- 白山市美川教育特区　アットマーク国際高等学校